# Acanthala
Acanthala is een geslacht van vliesvleugeligen uit de familie van de Eulophidae. De wetenschappelijke naam van dit geslacht is voor het eerst geldig gepubliceerd in 2000 door Christer Hansson.

## Soorten
Het geslacht Acanthala omvat de volgende soorten:
- Acanthala albiclava Hansson, 2000
- Acanthala plaumanni Hansson, 2000
- Acanthala pubipennis Hansson, 2000